# Іст-Гаддам (Коннектикут)
Іст-Гаддам (англ. East Haddam) — місто (англ. town) в США, в окрузі Міддлсекс штату Коннектикут. Населення — 8875 осіб (2020).

## Демографія
Згідно з переписом 2010 року, у місті мешкало 9126 осіб у 3593 домогосподарствах у складі 2562 родин. Було 4508 помешкань
Расовий склад населення:
| - 96,8 % — білих - 0,7 % — чорних або афроамериканців - 0,7 % — азіатів - 0,2 % — корінних американців |

До двох чи більше рас належало 1,1 %. Частка іспаномовних становила 2,3 % від усіх жителів.
За віковим діапазоном населення розподілялося таким чином: 22,4 % — особи молодші 18 років, 64,6 % — особи у віці 18—64 років, 13,0 % — особи у віці 65 років та старші. Медіана віку мешканця становила 44,2 року. На 100 осіб жіночої статі у місті припадало 99,5 чоловіків;  на 100 жінок у віці від 18 років та старших — 97,0 чоловіків також старших 18 років.
Середній дохід на одне домашнє господарство  становив 99 581 долар США (медіана — 78 177), а середній дохід на одну сім'ю — 116 949 доларів (медіана — 97 801). Медіана доходів становила 68 631 долар для чоловіків та 50 644 долари для жінок. За межею бідності перебувало 4,8 % осіб, у тому числі 5,0 % дітей у віці до 18 років та 4,8 % осіб у віці 65 років та старших.
Цивільне працевлаштоване населення становило 4920 осіб. Основні галузі зайнятості: освіта, охорона здоров'я та соціальна допомога — 19,3 %, виробництво — 13,7 %, роздрібна торгівля — 11,7 %.